# تاكاوست
تاكاوست هي مدينة تاريخية مندثرة بحوض وادي نون بالمغرب الأقصى، تصنفها المصادر كأكبر مدينة بسوس الأقصى خلال العصور الوسطى. موقعها تابع حاليا لإقليم كلميم.
ولأهميتها التجارية للقوافل العابرة للصحراء، كانت تضم ممثلين تجاريين للمدن المتوسطية كمرسيليا والبندقية وجنوة إلى جانب تمثيليات سياسية كقنصلية مملكة إسبانيا. برزت هذه المدينة كعنصر فاعل في منطقة واد نون ،وفي التاريخ المغربي بشكل عام منذ العهد المريني، السعدي والعلوي.

## جغرافيا
تعتبر قريتي القصابي وواعرون امتدادا لمدينة تاكاوست التاريخية. وتقع حوالي 12 كلم جنوب غرب مدينة كلميم بحوض وادي نون.
وانطلاقا من وصف ليون الأفريقي لموقع مدينة تكاوست ، وصل الباحثان محمد حجي ومحمد الأخضر إلى أن قرية القصابي بضواحي كلميم لا تنطبق عليها الحدود والمسافات المبينة في نص الحسن الوزان فهي بعيدة عن المحيط بثلاثين كيلومتر وعن نهر سوس بأكثر من 175 كيلومتر. إلا أنه لو استحضرنا الفرق بين الميل والكيلومتر وقياس المسافات خلال القرن السادس عشر، بالإضافة إلى ملحوظة أوردها المحققان حول ذكر الوزان لمجرى نهر سوس بالقرب من قرية تيدسي حيث سجلا أن نهر سوس يبعد عن هذه القرية بعشرين كيلومتر لكنهما ذهبا إلى أنه من المحتمل أن يكون هناك جدول من هذا النهر يمر بالقرب من الذي ذكره الوزان في ذلك العصر واندثر.

## تاريخ
بعد تراجع دور مدينة تيغمرت التي كانت عاصمة لمملكة بوطاطا، وبعد تدمير مدينة نول لمطة على يد السلطان الموحدي عبد المومن بن علي، عقابا لهم على وفائهم وبقائهم على عهد المرابطين، خصوصا بعد ثورة اللمطيين على الموحدين، هجر السكان نول لمطة إلى المكان الذي ستتأسس به تكاوست. فلعبت هذه المدينة دورا تاريخيا مهما في المنطقة، فأصبحت العاصمة الاستراتيجية والتجارية بالجنوب المغربي بالسوس الأقصى. ساعدها على ذلك كونها إحدى المرافئ التجارية المهمة كونها لا تبعد عن الشاطئ الأطلسي إلا بحوالي مائة كيلومتر.

### القرن الثالث عشر
يعد المؤرخ ابن سعيد الأندلسي أول من ذكر تاكاوست، كما لفتت هذه المدينة انتباه ابن خلدون الذي اعتبرها عاصمة سوس الأقصى ، وأشار إلى سوقها المزدهر.

### القرن السادس عشر
أهم الإشارات لتاكاوست في القرن السادس عشر تعود لحسن الوزان الذي ذكرها في كتابه، بالإضافة لما ذكره المؤرخ الإسباني مارمول كربخال.

وقد أقام بها المؤرخ الحسن الوزان سنة 1513م مدة ثلاثة عشر يوما، سجل انطباعاته حولها في كتابه وصف أفريقيا: 
| تاكاوست | "مدينة كبيرة، وهي أهم مدن سوس على الإطلاق. بها ثمانية آلاف كانون ـ ويعني بذلك ثمانية آلاف بيت ـ وسورها من التراب المدكوك. تبعد عن المحيط بنحو بستين ميلا، وعن الأطلس بنحو خمسين ميلا إلى جهة الجنوب. وهي من بناء الأفارقة، يجري نهر سوس على بعد عشرة أميال منها. وفي وسط المدينة دكاكين كثيرة للتجار والصناع، وسكانها منقسمون إلى ثلاث فرق يكاد القتال لا ينقطع بينهم، ويستعين كل فريق على الآخر بالأعراب الذين يناصرون هؤلاء تارة، وأولائك أخرى، بحسب ما يتلقون منهم من أموال. الأراضي الزراعية بهذه المنطقة كثيرة الإنتاج والمواشي وافرة الأعداد، يباع الصوف فيها بأحسن الأثمان ويصنع منه الكثير من قطع الثياب الصغيرة التي يحملها تجار المدينة مرة في السنة إلى تنبكتو وولاته من بلاد السودان. ويقام السوق مرتين في الأسبوع. يتأنق سكان تكاووست في لباسهم، ونساؤهم جميلات لطيفات. وهناك عدد كثير من الرجال سمر الألوان، لأنهم متحدرون من بيض وسود. وليس لهم تم حكومة معينة، وإنما الحكم للأقوى.. أقمت بهذه المدينة ثلاثة عشر يوما مع نائب الشريف لشراء إماء سود يقمن بخدمة هذا الأمير، وذلك عام 919". | تاكاوست |

## اقتصاد
اعتمدت اقتصاد تاكاوست على النشاط الفلاحي والتجاري. كان لعامل وفرة المياه وخصوبة الأراضي انعكاس إيجابي على ازدهار المنتجات الفلاحية والحيوانية وتوفرها بأثمان بخسة.